# Verdammt wir leben noch
Verdammt Wir Leben Noch est un album du chanteur autrichien Falco sorti en 1999.
Neuvième album de Falco, paru à titre posthume, composé de chansons que Falco n'avait pas sélectionnées pour les albums précédents remixées par Thomas Rabitsch.

## Liste des titres
1. Verdammt wir leben noch
2. Die Königin von Eschapnur
3. Que pasa hombre
4. Europa
5. Fascinating Man
6. Poison
7. Ecce machina
8. We live for the night
9. Krise
10. From the North to the South
11. Der Kommissar (Club '69 mix)
12. Verdammt wir leben noch (Remix)